# Yeşilyurt Spor Kulübü (pallavolo)

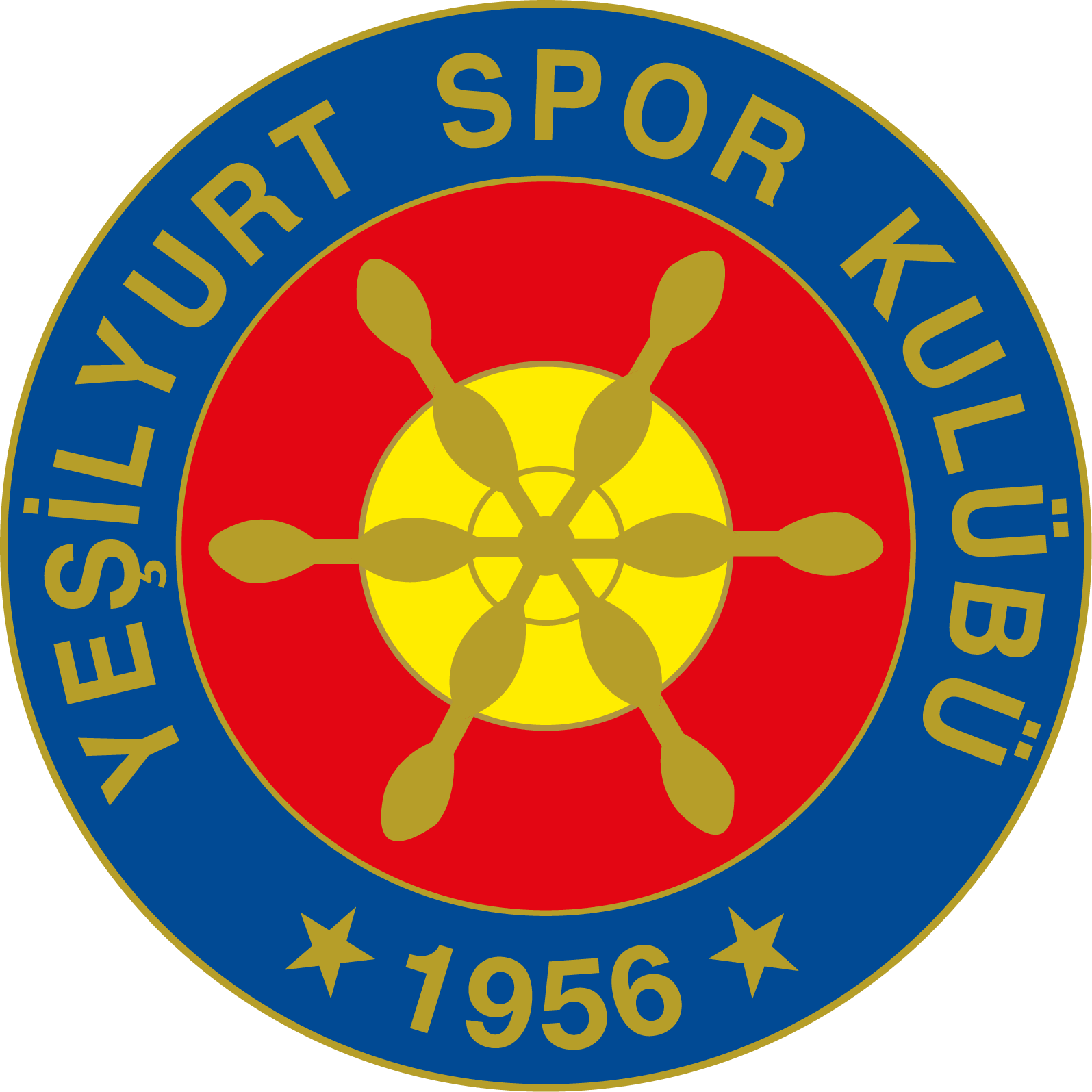

Lo Yeşilyurt Spor Kulübü  è una società pallavolistica turca, con sede a Istanbul: milita nel campionato turco di Voleybol 1. Ligi; fa parte della polisportiva Yeşilyurt Spor Kulübü.

## Storia
Lo Yeşilyurt Spor Kulübü nasce nel 1956. Nel corso degli anni prende parte al massimo campionato turco svariate volte, ma senza ottenere grandi risultati. Nel 1994 ottiene il miglior piazzamento della sua storia, classificandosi terzo posto: riesce così a qualificarsi diverse volte alle competizioni europee.
Retrocesso nella stagione 2009-10, il club torna a giocare nella massima serie già nel campionato 2011-12, restandovi nelle successive tre annate, concluse con la retrocessione al termine del campionato 2014-15. Dopo un quadriennio in divisione cadetta conquista ancora una promozione, rientrando in Sultanlar Ligi per la stagione 2019-20. Nella stagione 2020-21 conquista il suo primo trofeo, ossia la Challenge Cup, ma finisce per retrocedere in serie cadetta al termine della stagione seguente.

## Palmarès
- Challenge Cup: 1

2020-21